# レッドキウイ

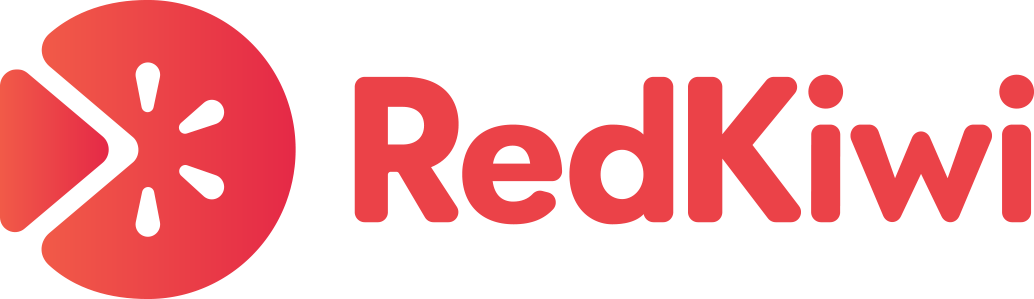
レッドキウイ（RedKiwi）ロゴ

レッドキウイ（RedKiwi)は、大韓民国からサービスされている英語学習アプリケーション。

## 概要
2017年にミミキングという名前でリリースしたが、その後レッドキウイに名前を変えてリニューアルした。ソフトウェア、スタートアップ企業のHayanMind.incで作られ、会社は大田広域市儒城区に位置している。レッドキウイはYouTubeの動画を翻訳し、学習用の動画として提供している。ユーザーは、自身が望むコンテンツを選択し、英語を勉強する。レッドキウイの最大の特徴は、英文を聞いて単語を配列する「聞き取りクイズ」であり、これによってユーザーが学習に参加するように誘導している。録音、復習、Q&Aなどが学習プログラムに含まれている。現在レッドキウイは韓国だけでなく、日本、ベトナム、スペインなどでもサービスしており、グローバルアプリのダウンロード30万回を記録した。特に日本で注目されており、2020年1月10日、日本のアプリケーションのレビューサイトApplivでAndroid基準で英会話の勉強、週間人気のアプリランキング2位に上がった。